# Autonomní systém
Autonomní systém (AS) je skupina směrovačů a IP prefixů (též rozsahů, např. 128.6.0.0/16) se společnou směrovací politikou a pod společnou správou. Vlastní autonomní systém mají typicky ISP, datacentra nebo jiné společnosti s rozsáhlou počítačovou sítí.
Každý IP rozsah patří do jednoho autonomního systému. Nemá-li síť vlastní autonomní systém, spadá zpravidla do autonomního systému svého ISP – svoje IP rozsahy pak má od tohoto ISP zapůjčené. Vlastní autonomní systém (a IP rozsah) je ale nezbytný pro tzv. multihoming, tedy připojení sítě k Internetu přes více ISP najednou. Protože se potřeba záložní internetové konektivity stále více rozmáhá i mezi menšími podniky a počet autonomních systémů v Internetu není neomezený, čísla autonomních systémů se postupně vyčerpávají, podobně jako IPv4 adresy.
Autonomní systémy vytváří dvouúrovňovou hierarchii směrování na Internetu – dělí směrování na směrování mezi autonomními systémy a na směrování v rámci jednoho autonomního systému. Pro směrování mezi autonomními systémy se používají EGP (Exterior Gateway Protocol) protokoly. Současným standardem je BGP (Border Gateway Protocol) verze 4. Pro směrování v rámci autonomního systému se používá některý z IGP (Interior Gateway Protocols) protokolů – typicky RIP, OSPF, IS-IS nebo EIGRP. Směrování v rámci AS je interní záležitostí AS a rozhoduje o něm správce AS – nemá vliv na část internetu vně AS.

## Kategorie autonomních systémů
Pahýlový autonomní systém (Stub AS)
Je připojený k jedinému autonomnímu systému. Nemá-li odlišnou směrovací politiku, je pravděpodobně zbytečný a jedná se o plýtvání s ASN.
Multihomový autonomní systém (Multihomed AS)
Je připojený k více autonomním systémům za účelem redundance konektivity.
Tranzitní autonomní systém (Tranzit AS)
Je připojený k více dalším autonomním systémům a může mezi nimi zprostředkovávat přenos dat. Tuto službu provozovateli tranzitní sítě provozovatelé propojovaných sítí zpravidla platí jako tzv. peering.

## Číslo autonomního systému (ASN)
Aby BGP mohl nalézt cestu do určitého AS, musí mít každý AS přiděleno jednoznačné číslo, tzv. Autonomus System Number (ASN).
Číslo autonomního systému se ukládá do 16bitového pole, takže může nabývat 65536 hodnot. Čísla se zapisují normálně v dekadickém tvaru.
AS 0, AS 65535 a AS 23456 jsou rezervovány pro speciální účely. AS 64512 – AS 65534 jsou určeny pro privátní autonomní systémy, AS 64198 – 64495 rezervovala IANA, AS 64496 – 64511 jsou rezervované pro dokumentační účely a zbytek, tedy AS 1 až AS 64197 (bez AS 23456) je určen pro autonomní systémy dostupné na Internetu. Číslování je nestrukturované, čísla byla přidělována bez nějakého dalšího systému. Čísla autonomních systémů jsou vrcholově přidělovány – stejně jako IP rozsahy – organizací IANA, jež čísla a rozsahy přiděluje jednotlivým regionálním registrům (RIR). RIR pro evropský region je RIPE NCC.
Původní množina volných čísel pro 16bitové autonomní systémy se začala s rozvojem internetu nebezpečně zmenšovat. V lednu 2006 bylo obsazených cca 40000 čísel ze 64511, přičemž dlouhodobé statistiky ukazují, že každý rok se spotřebuje cca 3500 nových čísel.. V září 2014 byly jednotlivým RIR přiděleny poslední volné bloky 16bitových čísel autonomních systémů.

### Přechod na 32bitové číslování AS
V souvislosti s postupným úbytkem ASN se přechází na 32bitové číslování AS. Od ledna 2009 jsou žadatelům o nová čísla AS ze strany RIPE NCC přednostně přidělována 32bitová čísla, 16bitová je možné získat na požádání.
32bitová čísla se zpočátku zapisovala jako dvě 16bitová dekadická čísla oddělená tečkou. Od tohoto se ustoupilo a od prosince 2008 se doporučuje i 32bitová čísla AS zapisovat jako jedno číslo.
Systémy podporující pouze 16bitová čísla AS vidí nová 32bitová ASN jako v minulosti rezervované číslo AS 23456. Je tedy zajištěna interoperabilita a zpětná kompatibilita i se systémy, které 32bitová čísla AS nepodporují.. Nové 32bitové číslo autonomního systému je přenášeno jako samostatný tranzitivní atribut směrovacího protokolu BGP.
Také u 32bitových čísel autonomních systémů jsou některé číselné řady vyhrazeny. AS 65536 – 65551 jsou vyhrazena pro dokumentační účely, AS 65552 – 131071 rezervuje IANA, AS 4200000000 – 4294967294 jsou vyhrazena pro privátní užití a v řadě poslední AS 4294967295 je také rezervováno, ostatní jsou postupně jednotlivým RIR přidělována